# 認知人類學
認知人類學（英語：cognitive anthropology）是文化人類學的一個研究取向，其中學者試圖解釋人們共享知識、文化創新、以及歷經時空而傳承的模式，他們使用認知科學的研究方法和理論（特別是實驗心理學和演化生物學），並透過與歷史學家、人類學家、考古學家、語言學家、音樂學者和其他專家的緊密合作，從事對於各種文化型態的描述和詮釋。認知人類學關注不同群體的人們所知道的東西，以及這種內隱的知識，如何改變人們感知他們周遭的世界，並與這個世界建立關聯。
從語言學的立場來看，認知人類學採用語言做為研究認知的門道。認知人類學的一般目標就是分解語言，以探討在不同的文化以及人們感知世界的方式之中，所具有的共同性。
認知人類學的語言學研究可分為三個次領域：語意學、句法學、語用學。

## 註解
1. ↑  D'Andrade (1995)
2. ↑  Quinn (2005)
3. ↑  Colby, Fernandez & Kronenfeld (1981)

## 引用書目
- Colby, Benjamin; Fernandez, James W.; Kronenfeld, David B. . New York: Blackwell Publishing. 1981.
- D'Andrade, R. (1995).  The Development of Cognitive Anthropology.  Cambridge: Cambridge University Press.
- Gomm, Roger. . Basingstoke: Palgrave MacMillan. 2009. ISBN 0230214991.
- Quinn, N. (2005).  Finding Culture in Talk: A Collection of Methods. New York: Palgrave Macmillan.
- Sieck, W. R. (2010).  Cultural network analysis: Method and application. In D. Schmorrow & D. Nicholson (Eds.), Advances in Cross-Cultural Decision Making, CRC Press / Taylor & Francis, Ltd.